# イタリアンパセリ
イタリアンパセリ（英語: Italian Parsley, イタリア語: Prezzemolo, 学名: Petroselinum neapolitanum）は、セリ科オランダゼリ属の二年草。葉が大きく縮れないパセリ（オランダゼリ）の一品種で、プレーンリーブド種ともよぶ。ハーブの一種に数えられ、香りと風味がよく、スープやサラダなどに使われる。

## 特徴
地中海沿岸の原産。葉が縮れない平葉のパセリで、西暦2 - 3世紀頃からヨーロッパで食用にされてきた品種。日本で普及しているモスカール種に比べると葉が平たく、クセがなくて風味や香りが柔らかいのが特徴。ヨーロッパでは、葉が縮れたタイプのパセリよりもポピュラーである。
草丈は30 - 100センチメートル (cm) 。開花期は5 - 7月で、白色に近い黄緑色の小花を傘状に咲かせる。
モスカール種と同じく、アピオールとピネンが香りの主成分となっている。また同様に、β-カロテン、ビタミンC、カルシウムなどの栄養素を有する。

## 栽培
日当たりが良く、肥沃な土壌を好み、乾燥には弱い性質を持つ。栽培は容易で、「春まき」で間引きながら育てるか、苗を定植して育てる。「春まき」（4 - 5月）のほうが育てやすく、初夏から冬に枯れるまで長期間収穫できる。「秋まき」（9 - 10月）でも栽培できるが、春になると花茎が伸びてくる薹立ち（トウ立ち）が起こる。鉢植えで手軽に育てることもできる。栽培適温は15 - 20度とされ、室内に入れれば冬越しもできる。連作も可能である。
春に種をまく場合、日本では4月ごろが適期で、全体に薄くばらまき、種が隠れる程度に薄く覆土する。発芽したら間引きしながら育てていき、最終株間が7 - 10センチメートル (cm) ほどになるようにする。育苗ポットでポットまきにして苗を育て、本葉4 - 5枚で定植する方法もある。市販の苗などを定植するときは、5月ごろに行う。間引きした後は、苗が倒れないように都度土を足していき（土寄せ）、2週間後からは追肥を行う。水やりは、春から夏にかけて水切れを起こさないように朝夕に行う。6月ごろから収穫ができるようになり、翌年の2月ごろまで長期にわたって収穫できる。葉の収穫は、12枚以上揃ってから、株の下の葉から順にとっていく。
病虫害は、アブラムシやキアゲハ、ハダニなどの食害が多い。キアゲハの幼虫がついたら取り除くようにする。

## 食用
主にイタリア料理で香味野菜として使われる。通年流通しており、葉先まで張りがあり濃い緑色をしているものが良品とされる。料理の香りづけや青味として使い、やわらかい葉と繊維質の茎を分けて使うのが一般的である。すり潰した葉や細かく刻んだ葉を料理のソースやドレッシングなどに利用したり、そのままちぎってパスタなどの料理に添えられたりする。比較的苦味は少なく香りが穏やかで、サラダにしても使われる。肉や魚の臭い消しの効果からブーケガルニの一つにも使われたり、ビネガーの香りづけに利用される。
茎は煮込み料理などに加熱する時から使われるが、葉は加熱によって香りが飛んでしまい、色も悪くなることから料理の仕上げに使う。ミートソースやクリームソースなどどんなソースにも合い、みじん切りにしたものを散らすと香りが広がる。ビタミンやミネラルを多く含む。香りの元になる精油成分はアピオールで、胃腸を整えて食欲増進、疲労回復、解毒や食中毒予防、口臭予防の効果が期待されている。